# Schaefferia jarae
Schaefferia jarae är en urinsektsart som först beskrevs av Rafael Jordana och Arbea 1990.  Schaefferia jarae ingår i släktet Schaefferia och familjen Hypogastruridae. Inga underarter finns listade i Catalogue of Life.